# فرانسيس فاي
فرانسيس فاي (بالإنجليزية: Frances Faye)‏ هي عازفة بيانو ومغنية أمريكية، ولدت في 4 نوفمبر 1912 في بروكلين في الولايات المتحدة، وتوفيت في 8 نوفمبر 1991.

## وصلات خارجية
- فرانسيس فاي على موقع IMDb (الإنجليزية)
- فرانسيس فاي على موقع ميوزك برينز (الإنجليزية)
- فرانسيس فاي على موقع إن إن دي بي (الإنجليزية)
- فرانسيس فاي على موقع ديسكوغز (الإنجليزية)
- فرانسيس فاي على موقع قاعدة بيانات الفيلم (الإنجليزية)